# Jamila Ammi
Jamila Ammi, née le 3 novembre 1966, est une femme politique belge, membre du Parti du travail de Belgique (PTB).

## Biographie
Jamila Ammi est née le 3 novembre 1966.
Lors des élections régionales de 2024, elle est élue députée au Parlement wallon et au Parlement de la Communauté française de Belgique. Elle est désignée sénatrice par le Parlement wallon et prête serment le 18 juillet 2024.